# Frederico Guilherme Briggs
Frederico Guilherme Briggs (Rio de Janeiro, 1813 - Rio de Janeiro, 1870) foi um paisagista e litógrafo  brasileiro, sócio do alemão Pedro Ludwig (1816 - ?) na oficina de litografia Ludwig & Briggs no Rio de Janeiro de 1837 a 1843.

## Vida

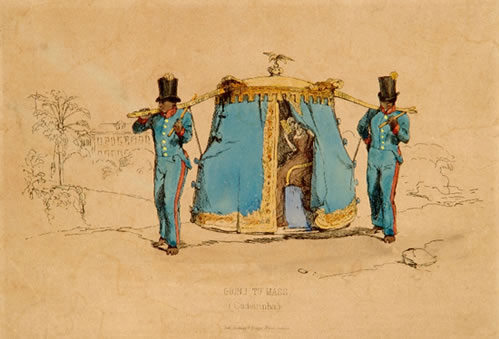
Indo para a missa - Cadeirinha, século XIX

Frederico Guilherme Briggs era filho do comerciante inglês William Briggs com Senhorinha Angelica de Paula Briggs, frequentou colégios como o do professor Augusto Candido da Silveira onde estudou francês e possivelmente desenho com o pintor Rivière.
Ingressou como voluntário na Academia de Belas-Artes onde foi aluno de Grandjean de Montigny e Félix Taunay.
Em 1832, associa-se ao artista francês Édouard Philippe Rivière e inaugura a Litographia Rivière e Briggs. No ano de 1836, viaja para Londres, onde se aperfeiçoa na oficina Day & Haghe.
Em 1839 se responsabiliza pela impressão do periódico Caricaturista, ilustrado por Porto Alegre (1806 - 1879). No ano seguinte, Briggs imprime uma série de caricaturas, cuja autoria é atribuída a Rafael Mendes de Carvalho (1817 - 1870) e uma série de 50 ilustrações, de autoria atribuída a Joaquim Lopes de Barros Cabral. Esses trabalhos se destacam pela representação de diversos tipos urbanos do Rio de Janeiro e, reunidos, dão origem ao álbum Costumes Brazileiros, editado em 1840.

## Obras
Oficina Ludwig & Briggs
- Entre 1846 e 1849 executou trinta estampas coloridas de costumes brasileiros reunidas no álbum The Brazilian Souvenir - A selection of the most peculiar costumes of the Brazil[1]